# جان بابتيستا فون شويرتزر
جان بابتيستا فون شويرتزر (بالألمانية: Johann Baptist von Schweitzer)‏ هو كاتب مسرحي وكاتب ونقابي وشاعر وسياسي ألماني، ولد في 12 يوليو 1833 في فرانكفورت في ألمانيا، وتوفي في 28 يوليو 1875 في سويسرا. حزبياً، نشط في الجمعية العامة للعمال الألمان. وقد انتخب Member of the Customs Parliament ‏.